# Wieletowo
Wieletowo (biał. Вялетава, Wialetawa; ros. Велетово, Wieletowo) – wieś na Białorusi, w obwodzie grodzieńskim, w rejonie korelickim, w sielsowiecie Turzec.

## Historia
W dwudziestoleciu międzywojennym wieś i folwark leżące w Polsce, w województwie nowogródzkim, w powiecie stołpeckim, w gminie Jeremicze/Turzec. W 1921 wieś liczyła 79 mieszkańców, zamieszkałych w 17 budynkach, wyłącznie Białorusinów wyznania prawosławnego. Folwark zaś był wówczas zniszczony i niezamieszkały.
Po II wojnie światowej w granicach Związku Sowieckiego. Od 1991 w niepodległej Białorusi.

## Ludzie związani z miejscowością
- Iwan Swiryd – białoruski nauczyciel i polityk; urodzony w Wieletowie